# Bentley Rhythm Ace
Bentley Rhythm Ace es un grupo de música electrónica formado en Birmingham, Inglaterra, a finales de los años noventa. Se considera una de las principales formaciones del género Big Beat, junto con The Chemical Brothers y Fatboy Slim.

## Historia
El grupo se formó por antiguos miembros de la banda Pop Will Eat Itself; con apariciones de Milf, un miembro del grupo indie 'EMF', como artista invitado.
Su álbum debut se lanzó en 1997, con su conocidísima canción 'Bentley's Gonna Sort You Out', que se convertiría en la canción elegida por la marca de desodorantes Axe para uno de sus anuncios televisivos, así como para un infomercial de pastillas para adelgazar. En el 2000 lanzaron un segundo álbum llamado 'For Your Ears Only', pero no fue tan popular.
No han publicado nada nuevo desde 2000. Se considera que el grupo se ha desintegrado.

## Miembros
- Richard March (nacido el 4 de marzo de 1965, en York, Inglaterra) (bajista)
- Mike Stokes (teclista)

- Datos: Q2657284